# Белолобый сокол-крошка
Белолобый сокол-крошка (лат. Microhierax latifrons) — вид хищных птиц семейства соколиных (Falconidae). Подвидов не выделяют.

## Описание
Белолобый сокол-крошка является самым мелким представителем семейства соколиных, немного похож на сорокопута. Длина тела варьирует от 14 до 17 см, масса тела — от 35 до 65 г, а размах крыльев — от 28 до 31 см.
Верхняя часть тела блестящая иссиня-чёрного цвета, бока и внешняя поверхность бёдер чёрные, на лице чёрная маска. Брюхо бледного желтовато-коричневого цвета, а горло, щёки и грудь — белые. Половой диморфизм выражается в окраске макушки и лба, которые у самцов белые, а у самок красновато-коричневые.

## Места обитания
Эндемик острова Борнео (Юго-Восточная Азия). Обитает в лесах и на открытых лесистых равнинах на высоте от 0 до 1200 м над уровнем моря.

## Биология

### Питание
Белолобый сокол-крошка в основном питается насекомыми, такими как стрекозы, пчелы и цикады, и иногда птицами. Охотится с насестов, взлетая, чтобы поймать летающих насекомых, а затем поедает добычу после возвращения на насест.

### Размножение
Сезон размножения зависит от региона и приходится в основном на март — апрель или на июнь — декабрь. Гнездо обычно располагается в старой гнездовой норе птиц семейства бородатковых (Capitonidae), иногда дятла, на высоте 6—10 м на дереве. В кладке 2—3 яйца.

## Охранный статус
Внесён в Красную книгу IUCN по категории Near Threatened и в Приложение II CITES.